# Radiotelevisione Azienda Speciale
La Radiotelevisione Azienda Speciale (ted. Rundfunkanstalt Südtirol, lad. Radiotelevijion- Azienda per Südtirol) è un'azienda speciale italiana di servizio pubblico radiotelevisivo che ha per compito la diffusione sul territorio altoatesino di programmi radiotelevisivi in lingua tedesca e, in misura ridotta, nelle lingue italiana, ladina e romancia.  Ha assunto, inoltre, per conto della Provincia autonoma di Bolzano, il compito di promuovere la diffusione della banda larga per la trasmissione di dati via internet.

## Storia
Sin dall'inizio dell'era televisiva i sudtirolesi di lingua tedesca reclamarono il diritto di poter ricevere i programmi delle televisioni di lingua tedesca, cosa che non era consentita dalla legge italiana (monopolio radiotelevisivo). Per questo motivo nel 1966 il governo italiano fece creare Rai Südtirol (all'epoca Rai Sender Bozen) della Rai, ossia il programma televisivo in lingua tedesca, che in quel periodo vide però il boicottaggio da parte della Südtiroler Volkspartei che lo considerava un mezzo al servizio della politica filogovernativa e antiautonomista. Con il cosiddetto "pacchetto" di misure per l'autonomia del Sudtirolo (1972) si aprì la possibilità di realizzare un ente preposto alla trasmissione dei programmi in lingua tedesca degli altri paesi. Lo statuto di autonomia chiarisce infatti che La Provincia di Bolzano ha la potestà di emanare norme legislative che riguardino manifestazioni ed attività artistiche, culturali ed educative locali anche con i mezzi radiotelevisivi, esclusa la facoltà di impiantare stazioni radiotelevisive. Dunque la Provincia autonoma non ha diritto alla creazione di una propria emittente, ma ha la possibilità di permettere la ricezione di programmi radiotelevisivi nella provincia. A questo proposito venne fondata la RAS nel 1975 presieduta da Klaus Dubis. La RAS partecipa alla costruzione di infrastrutture comuni per servizi radiotelevisivi pubblici, servizi provinciali di comunicazione via radio, emittenti private e operatori di telefonia mobile su incarico della Giunta Provinciale, inoltre l'azienda collabora con la protezione civile dell'Alto Adige in modo da poter informare le popolazioni locali in caso di emergenza in modo immediato. Dal 2013 le attività della RAS sono estese alla parte nord del Trentino.

## Organizzazione
La RAS è un'azienda pubblica con personalità giuridica propria con un consiglio di amministrazione nominato per 2/3 dalla Giunta della Provincia Autonoma di Bolzano. In base a dati dell'azienda la RAS ha 26 dipendenti. L'azienda è finanziata completamente dalla Provincia Autonoma di Bolzano.

## Programmi

### Televisione
La RAS diffonde su tutto il territorio provinciale i programmi delle emittenti pubbliche germanofone di Austria, Germania e Svizzera (di quest'ultima anche l'italofona RSI LA1 e la romancia Radio Rumantsch). La digitalizzazione della rete è partita il 23 ottobre 2007 con la conversione di ZDF e SRF in DVB-T. Le due frequenze liberate permettevano la contemporanea ricezione sia analogica che digitale dei due programmi dell'ORF. La RAS ha provveduto anche alla digitalizzazione provvisoria del Sender Bozen al posto della Rai, ricevibile su un ensemble della RAS insieme al programma nazionale di Rai 3 dal 14 ottobre 2008 e fino al completamento della digitalizzazione da parte della RAI. Dall'11 novembre 2009 l'intero Alto Adige è passato completamente al DVB-T e dal 15 novembre 2012 sono stati aggiunti i programmi svizzeri SRF 1 e SRF 2 in alta definizione e il canale culturale austriaco ORF III.
Tutte le emittenti mettono a disposizione i propri programmi gratuitamente: i cittadini dell'Alto Adige dunque hanno la possibilità di vedere la televisione pubblica di quattro paesi pagando il canone radiotelevisivo solamente per la ricezione della Rai.
Dal mese di giugno 2022 l'intero Alto Adige è passato completamente al DVB-T (HDTV).

#### RAS 1 (UHF 21)
| LCN | Canale        | Stato    | Note       |
| --- | ------------- | -------- | ---------- |
| 86  | ARD Das Erste | Germania | FTA (HDTV) |
| 88  | ORF1          | Austria  | FTA (HDTV) |
| 89  | ORF2          | Austria  | FTA (HDTV) |
| 90  | ORF III       | Austria  | FTA (HDTV) |
| 95  | 3sat          | Germania | FTA (HDTV) |
| 98  | arte          | Germania | FTA (HDTV) |

#### RAS 2 (UHF 34)
| LCN | Canale                                   | Stato    | Note       |
| --- | ---------------------------------------- | -------- | ---------- |
| 87  | ZDF                                      | Germania | FTA (HDTV) |
| 92  | SRF1                                     | Svizzera | FTA (HDTV) |
| 93  | SRF zwei                                 | Svizzera | FTA (HDTV) |
| 96  | BR Fernsehen (ARD) /Radio Bremen TV      | Germania | FTA (HDTV) |
| 97  | ARD/ZDF Kika/ SWR Fernsehen/SR Fernsehen | Germania | FTA (HDTV) |
| 99  | RSI LA1                                  | Svizzera | FTA (HDTV) |

#### RAS 3 (UHF 35, 42)
| LCN | Canale        | Stato    | Note       |
| --- | ------------- | -------- | ---------- |
| 10  | Trentino TV   | Italia   | FTA (HDTV) |
| 11  | Alto Adige TV | Italia   | FTA (HDTV) |
| 12  | SWR Fernsehen | Italia   | FTA (HDTV) |
| 13  | CANALE ITALIA | Italia   | FTA (HDTV) |
| 14  | RTTR BZ       | Italia   | FTA (HDTV) |
| 17  | WDR Fernsehen | Italia   | FTA (HDTV) |
| 19  | TV33          | Italia   | FTA (HDTV) |
| 84  | NDR Fernsehen | Germania | FTA (HDTV) |
| 91  | ORF Sport+    | Germania | FTA (HDTV) |
| 94  | ZDF Neo       | Germania | FTA (HDTV) |

#### Radio
Anche la radio è in fase avanzata di digitalizzazione.
I programmi radiofonici diffusi da RAS sono:
- Ö1 (Austria)
- Ö2-Radio Tirol (Austria Land Tirolo)
- Ö3 (Austria)
- Bayern 1 (Germania - Baviera, DAB)
- Bayern 2 (Germania - Baviera, DAB)
- Bayern 3 (Germania - Baviera, DAB)
- Bayern 4 Klassik (Germania - Baviera, DAB)
- B5 aktuell (Germania - Baviera, DAB)
- FM 4 (Austria, DAB)
- RadioJojo (Germania, DAB)
- Radio Rumantsch (Svizzera Romancia, DAB)
- Radio Swiss Jazz (Svizzera, DAB)
- attraverso la rete RAS vengono diffusi i tre programmi Rai e Rai Südtirol (in lingua tedesca e ladina)[3]

## Spegnimento di ulteriori microimpianti FM – copertura base garantita (fonte RAS 06/12/2018)
Dato che ormai grazie al DAB+ possono essere ricevuti su tutto il territorio provinciale molti programmi radiofonici di miglior qualità e che molte famiglie posseggono un apparecchio radiofonico digitale, la RAS disattiverà altri 22 impianti FM dei programmi Ö1, ORF Radio Tirol, Ö3 e Radio Rumantsch presso sette postazioni ricetrasmittenti. Ciò consente di ridurre i costi d’esercizio e di manutenzione.
Gli apparecchi trasmissivi FM della RAS hanno raggiunto, e in alcuni casi superato, i 30 anni di esercizio. Per proseguire la regolare gestione delle reti trasmissive FM, la RAS dovrebbe sostituirli progressivamente. Lo spegnimento degli impianti FM consente di utilizzare gli apparecchi dismessi come pezzi di ricambio per gli impianti ancora in esercizio e di evitare pertanto l’acquisto di nuovi apparecchi trasmissivi FM.
La copertura base FM sarà ancora garantita. Nei luoghi di spegnimento rimarrà possibile la ricezione FM tramite postazioni più distanti.

## Internet abanda larga
La RAS, su incarico della Provincia autonoma di Bolzano, ha finora bandito 3 gare per estendere la copertura a banda larga sul territorio provinciale.
Il primo appalto è stato aggiudicato alla società Linkem S.p.A. La Provincia ha espresso riserve sui risultati conseguiti.

### Broadband 44+
Il secondo e il terzo appalto sono stati aggiudicati a una associazione temporanea di imprese (Ati), denominata Broadband 44+. Nel 2008 e nel 2009, Broadband 44+ ha realizzato una rete a banda larga con tecnologia wireless che serve complessivamente 65 comuni della provincia di Bolzano situati in posizioni orografiche difficili. A fine agosto 2010, alla rete Broadband 44+ risultavano allacciate 5.000 utenze internet.
Le imprese associate in Broadband 44+ sono:
- il gestore di telecomunicazioni Brennercom[6];
- la società gestitrice di reti telematiche RUN (Raising Unified Network)[7];
- Raiffeisen OnLine, Internet Service Provider e Application service provider associato all'Associazione italiana internet provider, che opera in Alto Adige e nel Nord Italia.

L'ente pubblico RAS ha messo a disposizione la sua rete di ripetitori e ha finanziato i costi dell'operazione con 6 milioni di euro.